# Dactyloplusia impulsa
Dactyloplusia impulsa är en fjärilsart som beskrevs av Walker 1865. Dactyloplusia impulsa ingår i släktet Dactyloplusia och familjen nattflyn. Inga underarter finns listade i Catalogue of Life.